# Osmose (œuvre)
Pour les articles homonymes, voir Osmose (homonymie).

Osmose est une œuvre de Char Davies.

## Historique
Char Davies, née en 1954, est une artiste contemporaine canadienne connue pour ses œuvres de réalité virtuelle immersive. 
Reconnue comme une pionnière de la réalité virtuelle, depuis la fin des années 1980 Davies aborde dans ses œuvres les thèmes de la nature, du paysage, de la subjectivité incarnée et de la perception. L'artiste explore dans son travail les paradoxes de l'incarnation de l'être et de la nature dans un espace virtuel immersif. Elle utilise ce nouveau médium comme une arène philosophique pour la construction d'architectures de forme enveloppante et immatérielle. Son approche met en scène les paradoxes du médium en utilisant la transparence, la luminosité, l'ambiguïté spatiale, une signification implicite plutôt qu'explicite et la temporalité. Ces aspects se concrétisent par exemple dans une interface entre le souffle et l'équilibre grâce à un utilisateur centré sur le corps dont l'intention est d'affirmer le rôle du corps physique ressenti subjectivement dans un espace virtuel. 
Au début de sa carrière, l'artiste était connu surtout pour ses images fixes (stills) générées par ordinateur, telles que The Interior Body Series. À partir des années 1990, Davies a voulu essayer d'autres choses. Dans le but d'élargir ses habiletés expressives grâce à la technologie numérique, elle a abandonné les images bidimensionnelles et a commencé à explorer le monde de réalité virtuelle, en plongeant dans tous ses aspects multidimensionnels. Les deux premières œuvres interactives de cette période sont Osmose (1995) et Éphémère (1998). 

## Description et analyse
Dans Osmose et Éphémère, Davies évite les pratiques dites standards dans l'univers de la réalité virtuelle et poursuit une approche plus alternative (une avenue d'imagerie spatiale), qui ne se contente pas simplement de compléter sa propre vision, mais propose également de nouvelles possibilités pour l'évolution du médium lui-même. C'est pourquoi ce sont des œuvres si importantes dans la carrière de Davies, sans compter l'impact sur la réalité virtuelle et l'art numérique dans son ensemble.
L'interaction avec le public dans ce cas n'est pas activée par le mode traditionnel (hand-based), mais plutôt par une interface qui permet de suivre les transformations dans le corps des participants (respiration et équilibre, par exemple), décalant la réalité virtuelle à un autre niveau. Les  environnements de l'artiste sont poétiques et enveloppants, cherchant à explorer un potentiel plus contemplatif et réflexif de la réalité virtuelle.
Avec Osmose, « l'expérience interactive d'immersion dans l'environnement virtuel imprègne l'imaginaire dans l'au-delà des apparences, aux confins du réel et de son illusion ».
L'œuvre Osmose (1995) est un environnement virtuel immersif qui intègre des éléments visuels 3D et du son, l’interaction reposant sur la respiration et l’équilibre. Sa première présentation a été faite à Montréal en 1995 au sixième Symposium international sur l’art électronique (ISEA). En plus, l'œuvre a aussi été exposée à New York, à Londres, à Monterrey et au Mexique, entre autres. Il s'agit d'une œuvre majeure dans la carrière de Davies et dans le domaine de l'art numérique.

L'artiste définit l'œuvre comme suit :
« Osmose est un environnement virtuel immersif et interactif avec des infographies 3D, un son 3D, un écran stéréoscopique et un détecteur de mouvement en temps réel basé sur la respiration et l'équilibre. Osmose est un espace pour explorer l'interaction perceptuelle entre soi et le monde, c'est-à-dire un lieu pour faciliter la conscience de soi en tant que conscience incarnée dans un espace enveloppant ».
L'œuvre a été assemblée au printemps 1994 et son équipe principale était composé de John Harrison (programmation) et Georges Mauro (modèles, textures et animations), utilisant le logiciel Softimage. Tous deux étaient déjà habitués avec l'esthétique, l'approche visuelle et la sensibilité de Davies.
En matière d'équipement, de logiciel et de disposition physique lorsqu'en exposition, Osmose est placée dans une petite salle privée avec un espace sombre où le public peut se tenir debout, en plus de deux écrans de projection. Pour expérimenter l'œuvre, le participant doit porter un casque, où les graphiques 3D et le son seront présentés. Le participant interagit avec l'interface en contrôlant son rythme de respiration et son centre d'équilibre. Les actions sont suivies par des capteurs montés sur une veste qu'il doit également porter et ces informations sont ensuite transmises à un ordinateur. Aucun élément physique ne peut interférer avec l'expérience, autre que le casque et la veste. Dans Osmose, les visuels sont doux, lumineux et translucides, composés de formes 3D semi-transparentes. Ces formes ont été conçues pour planer entre les mondes figuratifs et abstraits, ce qui peut contribuer à la création d'associations poétiques par les fluctuations sensorielles.
L'espace est donc rempli de sons générés en temps réel par les interactions et le comportement du participant. Pendant que le participant vit l'expérience, les observateurs peuvent assister à chaque phase du voyage virtuel à travers les deux écrans. L'un d'entre eux affiche une projection vidéo stéréoscopique du monde 3D tandis que l'autre projette l'ombre de la silhouette du participant à mesure qu'il se déplace.
Au sein d'Osmose, il y a une douzaine d'espaces-mondes virtuels basés sur des éléments symboliques de la nature que Davies avait développé au cours de deux décennies de son travail. Parmi ces espaces, nous retrouvons : Forest, Leaf, Clearing, Pond, Abyss, Tree, Earth et Cloud. Entre autres, il y a : Code et Text, qui fonctionnent comme des éléments conceptuels qui enchaînent l'œuvre dans son ensemble. Tous les espaces peuvent se connecter les uns aux autres de nombreuses façons. Enfin, un espace appelé Lifeworld annonce la fin de l'expérience immersive.
Pour l'artiste, tel qu'annoncé dans une entrevue, Osmose est un terme français qui fait référence à un processus biologique impliquant le passage d'un côté à l'autre d'une membrane. Cela peut aussi être une métaphore pour réaliser un passage transcendantal, c'est-à-dire la dissolution des frontières entre l'intérieur et l'extérieur. Davies a utilisé ces significations pour développer le concept et la forme de son œuvre. Elle cherche à guérir la séparation entre l'esprit et le corps, le sujet et l'objet.
Malgré toutes les informations écrites, les images et les vidéos disponibles sur internet et dans des publications diverses, il est cependant impossible pour quelqu'un d'imaginer à quoi ressemble l'œuvre immersive de Davies s'il en a pas fait l'expérience.